# یواس‌اس فوت (تی‌بی-۳)
یواس‌اس فوت (تی‌بی-۳) (به انگلیسی: USS Foote (TB-3)) یک کشتی بود که طول آن ۱۶۰ فوت (۴۹ متر) بود. این کشتی در سال ۱۸۹۶ ساخته شد.